# Paracheilinus flavianalis
 Paracheilinus flavianalis és una espècie de peix de la família dels làbrids i de l'ordre dels perciformes.

## Morfologia
Els mascles poden assolir els cm de longitud total.

## Distribució geogràfica
Es troba a Indonèsia i al nord-oest d'Austràlia.